# 嶄新最強No.1
《嶄新最強No.1》（日語：バリバリ最強No.1）是日本搖滾樂團FEEL SO BAD的第7張單曲。1996年5月20日由ZAIN RECORDS（現已併入Being）發行。

## 概要
《嶄新最強No.1》是朝日電視台電視動畫《靈異教師神眉》的片頭主題曲。也是FEEL SO BAD最知名和有進入Oricon排名100名以內的唯一單曲。
另外，副歌部分則是使用了貝多芬的第9號交響曲「歡樂頌」的曲調進行編曲。

## 收錄歌曲
所有歌曲由、倉田冬樹2人共同作詞、作曲，編曲部分由倉田冬樹負責。
1. 嶄新最強No.1
  - 朝日電視台電視動畫《靈異教師神眉》片頭主題曲
2. 悲逢

## 相關項目
- Being (公司)－舊名ZAIN RECORDS，現已併入Being。
- 歡樂頌
- SUNDAY JAPON（日语：サンデージャポン）－時事情報節目，該歌曲曾經在節目中作介紹。
- 辻龍太郎（日语：辻竜太郎）－日本職棒前歐力士青波（舊名）選手、現為歐力士野牛教練。2002年，《BariBrai最強No.1》曾經當作龍太郎（當時登記為選手使用的舊名）的加油歌。